# Burberry
Burberry Group Plc (произносится Бёрберри груп пи-эл-си) — британская компания, производитель одежды, аксессуаров и парфюмерии.

## История

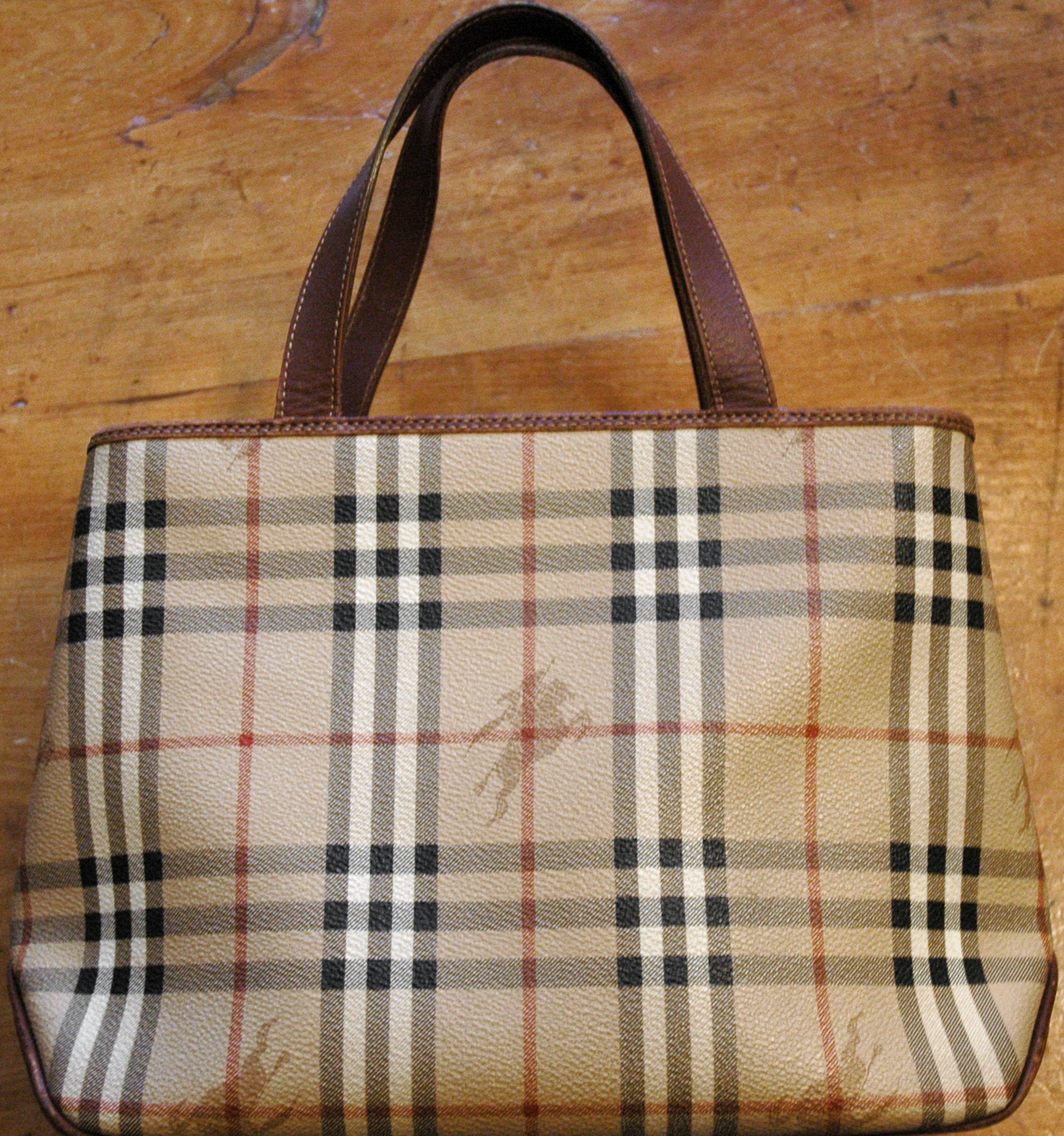
Женская сумка Burberry

Основана в 1856 году Томасом Бёрберри, когда он открыл небольшой магазин мануфактуры в Гэмпшире.
В 1880 году Томас Бёрберри изобрёл первую в мире «дышащую» непромокаемую ткань габардин, названную в честь плотной накидки, встречавшейся в произведениях Шекспира (например, в "Венецианском купце") и спасавшей от непогоды. В 1888 году технология производства габардина была запатентована. Одежда из нового материала стала альтернативой тяжёлым прорезиненным плащам-макинтошам.
В первые десятилетия своего существования компания специализировалась на производстве верхней одежды, была поставщиком британской армии. Защитной одеждой Burberry была снаряжена экспедиция Руаля Амундсена на Южный полюс.
В 1900 году фирма открыла магазин в Париже.
Во время Первой мировой войны фирма поставляла водоотталкивающие офицерские шинели. Модель получила название Тренчкот (англ. trench coat).
После окончания Первой мировой войны одежда компании стала популярна среди гражданского населения. В частности, в одежду Burberry были одеты персонажи таких знаменитых фильмов, как «Касабланка» и «Завтрак у Тиффани», а также некоторые персонажи знаменитого сериала «Пуаро Агаты Кристи».
В 1920 году акции компании стали торговаться на Лондонской фондовой бирже.
С 1926 до начала 1950-х фирму возглавлял второй сын основателя Артур Майкл. В 1955 году Burberry была приобретена холдингом Great Universal Stores (GUS).
Бренд Burberry был популярен в 1960-е и в 1970-е годы.
С 1 июля 2006 года до весны 2014 года генеральным директором компании была Анджела Арендс. За 7,5 лет управления Burberry, Арендс подняла продажи компании почти в три раза до более чем $3 млрд, при этом капитализация компании выросла на 300 %. Она радикально изменила ассортимент продуктов и начала активно завоевывать новые рынки — Китая, Индии, Дубая и США. Кроме того, именно Арендс первой из столь масштабных руководителей стала продвигать дизайнерскую одежду класса «люкс» в соцсетях.

## Собственники и руководство
По данным Reuters на середину декабря 2007 года, 88,34 % акций Burberry Group принадлежит институциональным инвесторам. Капитализация на середину декабря 2007 года — 2,54 млрд фунтов стерлингов ($5,16 млрд).
Креативный директор (главный дизайнер) — Рикардо Тиши. Генеральный директор — Кристофер Бейли.

## Деятельность
Самостоятельно компания производит только плащи, остальная продукция выпускается сторонними фабриками. Продукция Burberry реализуется через 330 торговых точек розничной сети, а также через оптовых поставщиков. Кроме того компания осуществляет торговлю по каталогам. Под маркой Burberry компанией Inter Parfums с 1981 года также выпускается парфюмерия.
Выручка за 2008 финансовый год — 995,4 млн фунтов стерлингов, за 2007 — 850,3 млн фунтов стерлингов (рост на 17,1 %). Чистая прибыль за 2008 финансовый год — 135,2 млн фунтов стерлингов, за 2007 год — 110,2 млн фунтов (рост на 22,7 %). Выручка за 2016 финансовый год 603 млн фунтов стерлингов.
6 сентября 2018 года компания Burberry заявила о том, что отказывается от использования натурального меха в своих изделиях. Месяцем ранее компания также отказалась от логотипа с рыцарем-всадником (Equestrian Knight), который использовала, с изменениями в дизайне, с 1901 года.

## «Клетка» Burberry

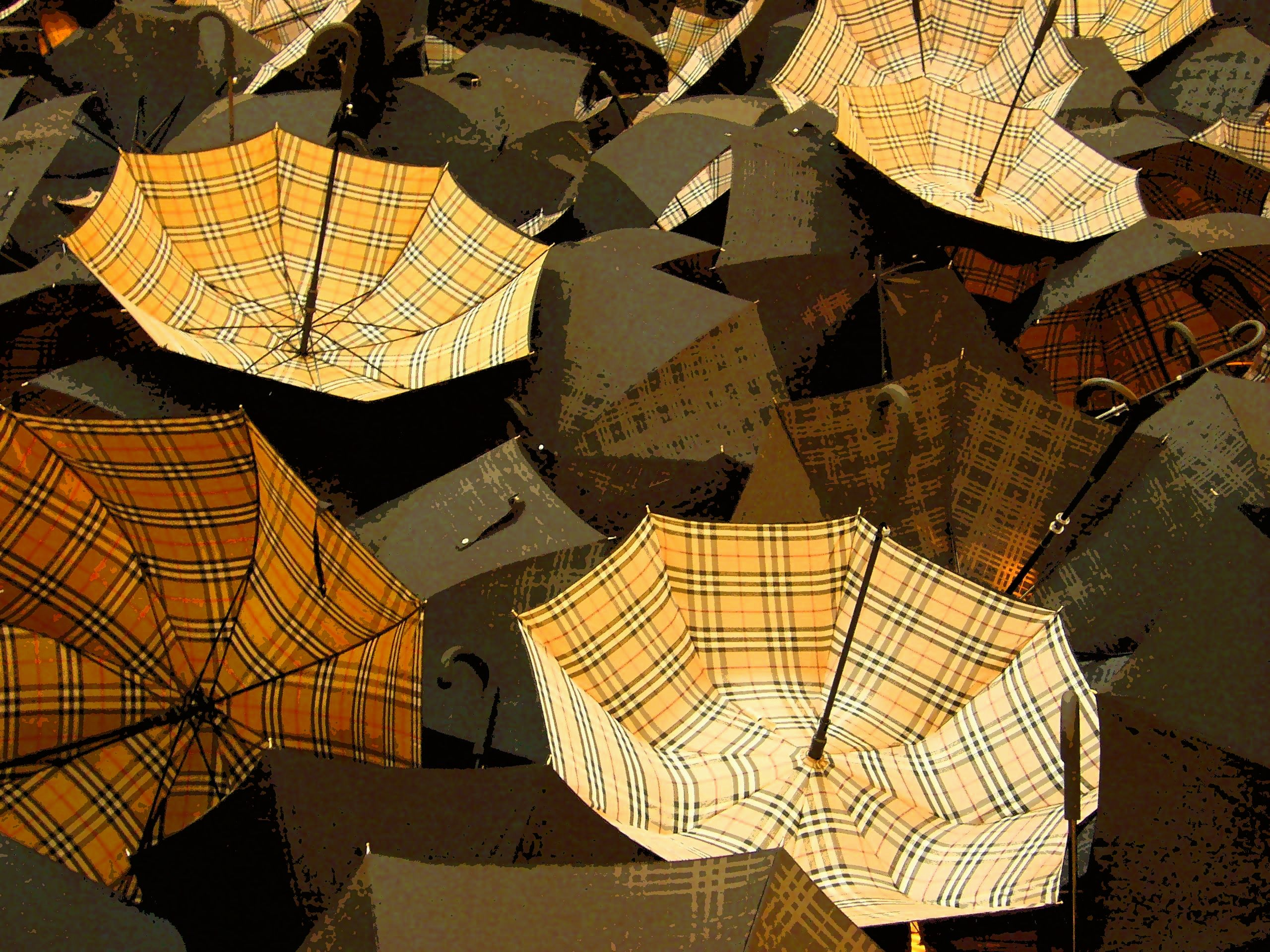
Зонтики в знаменитую клетку Burberry

Фирменным отличием Burberry, часто применяемым в продукции компании, стала «клетка», в которой применяются красный, чёрный, белый и песочный цвета (известна с 1924 года под названием Nova). В 1970-х такой рисунок на одежде и аксессуарах стал популярен в среде английских футбольных фанатов, ассоциируясь с хулиганской футбольной культурой вплоть до наших дней. Отчасти благодаря этому «клетка» «Бёрберри» стала одним из символов Британии.

## Линии бренда
Burberry Prorsum. Первая линия женской, мужской одежды, обуви, аксессуаров и парфюмерии;
Burberry London. Линия женской, мужской одежды, обуви, аксессуаров и парфюмерии;
Thomas Burberry. Линия женской, мужской одежды, обуви, аксессуаров и парфюмерии;
Burberry Sport. Коллекция женской, мужской спортивной одежды, обуви и аксессуаров; 
Burberry Brit. Коллекция женской, мужской одежды, обуви в стиле casual;
Burberry Beauty. Косметическая линия бренда;
Burberry Watches. Линия часов для женщин;
Burberry Eyewear. Линия солнцезащитных очков для мужчин и женщин;

## Награды
2000 — Премия BFC в номинации «Классический дизайн» от Британского совета моды.
2001 — Премия BFC в номинации «Современный дизайн» от Британского совета моды.
2004 — «Лучший женский аромат года Burberry Brit» от Luxe Аwards.
2005 — «Лучший мужской аромат года Burberry Brit» от Choice Awards.
2009 — Премия BFC в номинации «Бренд года» от Британского совета моды.
2010 — Премия BFC в номинации «Цифровые инновации» от Британского совета моды.